# F1 2014
F1 2014 – komputerowa gra wyścigowa o tematyce Formuły 1, wyprodukowana przez brytyjskie studio Codemasters. Gra została wydana 17 października 2014 roku na platformy PC, PlayStation 3 oraz Xbox 360.

## Rozgrywka
Rozgrywka została podzielona na kilka trybów gry. W trybie kariery gracz może rozegrać mistrzostwa w pełnym lub skróconym sezonie. W trybie scenariuszy względem F1 2013 dodano te obejmujące wyzwania i wydarzenia, jakie miały miejsce w historii najnowszej Formuły 1.
Tryb testu dla młodego kierowcy (Young Driver Test) z poprzednich części gry został usunięty. Zamiast niego po uruchomieniu gry gracz otrzymuje za zadanie przejechania okrążenia w wyścigu, na podstawie czego gra proponuje graczowi poziom trudności gry. Dodano także poziom trudności bardzo łatwy.
Poprawiono fizykę gry w stosunku do F1 2013.